# ملتن ساوت، ویکتوریا
ملتن ساوت (به انگلیسی: Melton South) یک منطقهٔ مسکونی در استرالیا است که در ویکتوریا (استرالیا) واقع شده‌است.